# Chiesa della Santissima Trinità (La Maddalena)
La chiesa della Santissima Trinità (conosciuta in dialetto isolano come chiesa della Trinita, senza l'accento sulla lettera finale) è un edificio religioso campestre situato sull'isola di La Maddalena, nella Sardegna nord-orientale. Consacrata al culto cattolico, fa parte della diocesi di Tempio-Ampurias.
La chiesa si trova praticamente al centro dell'isola, sul Collo Piano, in zona La Villa (chiamata comunemente "zona Trinita"), non lontano dal cimitero comunale, e si tratta del più antico luogo di culto cattolico dell'arcipelago.

## Storia
La chiesa della Trinita è stata costruita nel 1768 a seguito dell'occupazione sabauda. Inizialmente dedicata a Santa Maria Maddalena, quando nel 1793 si costruì la chiesa di Santa Maria Maddalena "al mare", nei pressi di Cala Gavetta, la chiesetta di Collo Piano venne intestata alla Santissima Trinità.
Il gruppo statuario della Santissima Trinità fu realizzato da Giuseppe Melcore di Lecce e donato nel 1927 dalla famiglia Mascagni.
Ogni anno, nei giorni della Pentecoste, si tiene la Festa della Trinita, molto sentita fra gli abitanti dell'isola.
Il santuario è meta degli ex voto: all'interno sono presenti numerose fotografie, quadri, messaggi manoscritti in segno di ringraziamento o per ottenere una grazia.